# غردي (مقاطعة إسلام آباد غرب)
غردي (بالفارسية: گردی) هي قرية تقع في كرمانشاه في إيران. يقدر عدد سكانها بـ 72 نسمة بحسب إحصاء 2016.